# Паль Олександр Володимирович
Олександр Володимирович Паль (рос. Александр Владимирович Паль; нар. 16 грудня 1988, Челябінськ) — російський актор театру та кіно. Лауреат кінофестивалю «Кінотавр» 2015 року (фільм «Шматяний союз») та кінопремії «Ніка» 2019 року («Вірність») за найкращу чоловічу роль (фільм «Шматяний союз»).

## Життєпис
Нащадок волзьких німців, які опинилися на Уралі у результаті  сталінських репресій. Спочатку не планував стати актором. Навчався у ГИТИСі на курсі Леоніда Хейфеца. Грав у виставах Московського театру юного глядача і Театру імені Маяковського.

### Погляди
Актор двічі затримувався за участь в мітингах: 12 червня 2017 року на антикорупційному мітингу, організованому політиком Олексієм Навальним і 3 серпня 2019 року на протестній акції за вільні вибори в Москві. Свої фото в автозаку розміщав на своїй сторінці в Інстаграмі. 16 вересня 2019 року запустив флешмоб на підтримку Павла Устинова і з 18 вересня закликав приходити до адміністрації президента на одиночні пікети. Також висловлювався на підтримку інших фігурантів «московської справи»

## Визнання
Першим кіно-успіхом Олександра Паля стала роль у комедії «Гірко!». Не дивлячись на те,  що роль не була головною, Паль зумів залучити увагу професійної спільноти, критиків та журналістів.
Після цього на екрани вийшла комедія «Все і зразу», де Паль зіграв одну з головних ролей. У 2014 році знявся у короткометражці «Ненавмисно», яка була нагороджена призом кінофестивалю «Кінотавр» за найкращий короткометражний фільм. Ця короткометражка увійшла у альманах «Нові російські», у складі якого демонструвалась у кінотеатрах.
У 2015 році вийшло кілька фільмів з участю Олександра Паля: «Хлопець з нашого цвинтаря», «Без кордонів», «Хардкор» і «Країна чудес». За роль у фільмі Михайла Местецького «Шматяний союз» був нагороджений за найкращу чоловічу роль на кінофестивалі «Кінотавр»-2015 разом з акторами Василем Буткевичем, Павлом Чинарьовим і Іваном Янковським.
На Московському міжнародному кінофестивалі 2016 року був нагороджений спеціальною премією Chopard Talent Award — найбільш талановитому і перспективному молодому актору.
Окрім того, в 2018 російський журналіст і ведучий, Юрій Дудь, на своєму шоу «вДудь» взяв інтерв'ю в Паля, розпитуючи про зйомки, подробиці життя, смаки, успіхи та невдачі актора.

## Фільмографія
| Рік  |     | Назва                                         | Роль                              |
| ---- | --- | --------------------------------------------- | --------------------------------- |
| 2013 | ф   | Гірко!                                        | Льоха, брат Роми                  |
| 2013 | ф   | Пельмені                                      | танцюрист в клубі                 |
| 2013 | ф   | Все і зразу                                   | Ден                               |
| 2014 | ф   | Гірко! 2                                      | Леха, брат Роми                   |
| 2014 | кор | Випадково                                     | Сергій                            |
| 2014 | ф   | Ялинки 1914                                   | Іван                              |
| 2015 | ф   | Нові росіяни                                  | Сергій                            |
| 2015 | ф   | Хлопець з нашого цвинтаря                     | Коля                              |
| 2015 | ф   | Без кордонів                                  | лейтенант прикордонслужби Горелов |
| 2015 | ф   | Країна чудес                                  | ППСник Саня                       |
| 2015 | ф   | Хардкор                                       | найманець з вогнеметом            |
| 2015 | ф   | Шматяний союз                                 | Попов                             |
| 2016 | кор | Слава                                         | Ім'я не вказано                   |
| 2016 | кор | Добрий день                                   | Ім'я не вказано                   |
| 2016 | кор | Ранок                                         | Ім'я не вказано                   |
| 2016 | ф   | Криголам                                      | Кукушкін                          |
| 2016 | ф   | Хороший хлопчик                               | Станіслав Ільїч                   |
| 2016 | ф   | Петербург. Тільки по любові (Новелла «Ранок») | Олександр Братов                  |
| 2017 | ф   | Життя попереду                                | Генадій                           |
| 2017 | с   | Ви всі мене бісите!                           | Вова                              |
| 2017 | ф   | Про любов. Тільки для дорослих                | діджей Віктор                     |
| 2017 | с   | Наліт                                         | Федор Вачевський                  |
| 2017 | с   | Дітки                                         | Ім'я не вказано                   |
| 2017 | кор | Електрична напруга                            | Ім'я не вказано                   |
| 2018 | кор | Олеся                                         | Корфф                             |
| 2018 | кор | Ні                                            | Ім'я не вказано                   |
| 2019 | с   | Толя-робот                                    | Толя                              |
| 2019 | ф   | Глибше                                        | Ім'я не вказано                   |
| 2019 | ф   | Вірність                                      | Сергій                            |

## Кліпи
- Василь Зоркій — «Спи» — 2012 год.
- Муся Тотібадзе — «Радіо» — 2015 рік.
- Ленінград — «Вояж» — 2017 рік .
- Race to space/R.A.I. — «Freefall [Reincarnation]» — 2017 рік.
- Сергій Шнуров — «Pardon я закоханий» (рос. Pardon я влюблён).
- Biting Elbows — «Heartache».
- Biting Elbows — «Control».